# Mike Patton
Mike Patton, właśc. Michael Allan Patton (ur. 27 stycznia 1968 w Eurece) – amerykański muzyk, kompozytor, wokalista, autor tekstów i multiinstrumentalista, a także producent muzyczny i aktor.
Mike Patton znany jest przede wszystkim z wieloletnich występów w rockowej grupie muzycznej Faith No More. Wcześniej był członkiem awangardowej formacji Mr. Bungle, w 2016 dołączył do projektu Dave’a Lombardo – Dead Cross.
Po rozpadzie Faith No More kontynuował działalność w zespołach Tomahawk i Fantômas, stopniowo odchodząc od śpiewu konwencjonalnego w stronę muzyki eksperymentalnej. Tworzył także w ramach projektów Weird Little Boy, Maldoror, Lovage, Peeping Tom, House of Discipline, Moonraker, Perfect Victim, Phono Sanjo oraz General Patton vs. The X-Ecutioners.
Współpracował ponadto z takimi grupami muzycznymi i wykonawcami jak: John Zorn, Bob Ostertag, Jerry Hunt, Eyvind Kang, Burt Bacharach, Serge Gainsbourg, Sepultura, Milk Cult, Sparks, Melvins, Melt Banana, Kid 606, Tin Hat Trio, The Dillinger Escape Plan, Team Sleep, Björk, Kaada, Amon Tobin, Handsome Boy Modeling School, Violent Onsen Geisha, AngelicA, Neil Hamburger, Christian Fennesz, The Qemists, The Young Gods, Jean-Claude Vannier oraz Dub Trio.
W 2009 roku wokalista został sklasyfikowany na 11. miejscu listy 50 najlepszych heavymetalowych frontmanów wszech czasów według Roadrunner Records.
Posiada unikatowy głos o skali 6 oktaw.

## Dyskografia
Albumy
- Adult Themes for Voice (1996, Tzadik Records)
- Pranzo Oltranzista (1997, Tzadik Records)
- A Perfect Place (ścieżka dźwiękowa, 2008, Ipecac Recordings)
- Crank 2: High Voltage (ścieżka dźwiękowa, 2009, Lakeshore Records)
- Mondo Cane (2010, Ipecac Recordings)
- The Solitude of Primal Numbers (ścieżka dźwiękowa, 2011, Ipecac Recordings)
- Laborintus II (album koncertowy, 2012, Ipecac Recordings)[12]
- Corpse Flower (we współpracy z Jean-Claude Vannier, 2019, Ipecac Recordings)[13]

Faith No More
- The Real Thing (1989, Slash Records)
- Live at the Brixton Academy (album koncertowy, 1990, Slash Records)
- Angel Dust (1992, Slash Records)
- King for a Day... Fool for a Lifetime (1995, Slash Records)
- Album of the Year (1997, Slash Records)
- Sol Invictus (2015, Reclamation! Recordings)

## Gry komputerowe
- The Darkness (głos, 2007, Starbreeze Studios)[14]
- Portal (głos, 2007, Valve Software)[15]
- Left 4 Dead (głos, 2008, Valve Software)[16]
- Bionic Commando (głos, 2009, Capcom)[17]
- Left 4 Dead 2 (głos, 2009, Valve Software)[18]
- The Darkness 2 (głos, 2012, Digital Extremes)[19]

## Filmografia
- A Bookshelf on Top of the Sky: 12 Stories About John Zorn (2002, film dokumentalny, reżyseria: Claudia Heuermann)[20]
- Wamego: Making Movies Anywhere (2004, film dokumentalny, reżyseria: Steve Balderson, Wesley Holthaus, Ed Leboeuf, Joe Martin)[21]
- Bjork: Inner or Deep Part of an Animal or Plant Structure (2004, film dokumentalny, reżyseria: Ragnheidur Gestsdottir)[22]
- Wamego Strikes Back (2007, film dokumentalny, reżyseria: Steve Balderson, Samuel K. Day, Wesley Holthaus, Joe Martin)[23]
- Jestem legendą (głos, 2007, horror science-fiction, reżyseria: Francis Lawrence)[24]
- L'âge d'or de la musique de film 1965-1975 (jako on sam, 2009, film telewizyjny, reżyseria: Thierry Jousse)[25]
- Wamego: Ultimatum (2009, film dokumentalny, reżyseria: Steve Balderson, Kurt Funke, Tyrell Johnsrud, Timmy Red)[26]